# Eliminatie van dubbele negatie
In de klassieke logica is eliminatie van dubbele negatie (ook: dubbele negatie-eliminatie) een afleidingsregel die stelt dat twee opeenvolgende negaties weggehaald mogen worden aangezien de resulterende formule logisch equivalent is met de voorgaande. Deze afleidingsregel maakt gebruik van de gelijkheid {\displaystyle \neg \neg \phi \equiv \phi }, die geldt voor alle formules {\displaystyle \phi }. Anders gezegd geldt dat uit {\displaystyle \neg \neg \phi } de formule {\displaystyle \phi } afleidbaar is: {\displaystyle \neg \neg \phi \vdash \phi }. Op vergelijkbare wijze kan ook een dubbele negatie geïntroduceerd worden: {\displaystyle \phi \vdash \neg \neg \phi }.
De afleidingsregels van het elimineren en introduceren van de dubbele negatie worden respectievelijk ook genoteerd als:
{\displaystyle {\frac {\neg \neg \phi }{\phi }}}
{\displaystyle {\frac {\phi }{\neg \neg \phi }}}
Intuïtief zeggen deze regels dat de volgende twee stellingen aan elkaar gelijk zijn:
Het is niet zo dat het niet regent.
Het regent.
Aangezien {\displaystyle \phi \vdash \neg \neg \phi } geldt ook dat {\displaystyle \vdash \phi \rightarrow \neg \neg \phi } en aangezien {\displaystyle \neg \neg \phi \vdash \phi } geldt ook dat {\displaystyle \vdash \neg \neg \phi \rightarrow \phi }.
Dit betekent ook dat de volgende bi-implicatie geldt: {\displaystyle \vdash \neg \neg \phi \leftrightarrow \phi }. Aangezien een bi-implicatie een equivalentierelatie is, kan elk voorkomen van {\displaystyle \neg \neg \phi } vervangen worden door {\displaystyle \phi } zonder de waarheidswaarde van een formule te veranderen.